# 小田惟真
小田 惟真（おだ いしん、2007年1月10日 - ）は、日本のアイドルであり、7人組男性アイドルグループ「THE SUPER FRUIT」のメンバーである。
埼玉県出身。つばさ男子プロダクション所属。

## 来歴
2021年10月1日、つばさレコーズ発の芸能プロダクション・つばさ男子プロダクションが結成した男性アイドルグループ「THE SUPER FRUIT」のメンバーとなる。
2023年10月8日、秋元康企画・原作の朗読劇『アドレナリンの夜』で初舞台を踏み、俳優デビューを果たす。

## 人物
- 特技：変顔、カメラワーク（動画撮影）[4]
- 趣味：アイドル鑑賞、お菓子作り[4]
- 憧れの人物：嶋﨑斗亜（Lil かんさい）[5]
- 姉が3人いる（正確には従姉妹、長姉、次姉）。15歳年上の従姉妹がKAT-TUNのファンだったため、幼年期にはKAT-TUNの楽曲「Real Face」を子守歌として聴かされていた[6]。

## 出演

### テレビドラマ
- ノンレムの窓 2023 夏 第2話「推してもいいデスか?」（2023年7月8日、日本テレビ） - トマト悠緋 役[7]
- 恋愛革命（2025年1月12日 - 3月16日、ABCテレビ） - 辻翔太郎 役[8]

### 配信ドラマ
- 最期の授業-生き残った者だけが卒業-（2024年11月26日、UniReel） - 黒田純 役[9]
- いつだって究極の選択（2025年3月17日、au） - カモノハシ運輸の見習い社員 役[10]
  - いつだって究極の選択 シーズン2（2025年6月2日、TikTok）[11]
- キュリエーション学院（2025年4月7日 - 、QREATION）[12]
- ときめき図鑑「20才年下に告られた」（2025年4月10日、au） - 悠希 役[13]
- 事故物件住んでみた〜二番煎じですみません〜（2025年6月19日、タテドラ） - 直人 役[14]

### 映画
- あたしの!（2024年11月8日、GAGA） - 田中 役[15][16]

### 舞台
- リーディングシアター『アドレナリンの夜』（2023年10月8日、東京建物 Brillia HALL ）[3]

### イベント
- バンタンクリエイターアカデミー トークイベント（2023年2月20日、バンタンクリエイターアカデミー東京校舎）[17]

### 広告
- UHA味覚糖「コロロ沖縄マンゴー」（2025年、味覚糖） - 食レポ[18]